# Vicaría del Espíritu Santo
La Vicaría del Espíritu Santo (en latín: Vicaría del Espíritu Santo) es uno de los entes pertenecientes a La Arquidiócesis de Barranquilla (en latín: Archidioecesis Barranquillensis), encargada de reunir a 28 parroquias del centro y norte de Barranquilla.
Se encuentra dividida 6 Decanatos, Decanato de la Santísima Trinidad, Decanato del Sagrado Corazón de Jesús, Decanato Inmaculado Corazón de María, Decanato Nuestra Señora de las Gracias de Torcoroma, Decanato San Juan Bautista Precursor y Decanato Santa Teresita del Niño Jesús.

## Decanatos[1]

### Decanato de la Santísima Trinidad
Compuesto por las PARROQUIAS:
- PARROQUIA Santísima Trinidad
- PARROQUIA San Judas Tadeo
- PARROQUIA Divina Misericordia
- PARROQUIA Santa María del Mar
- PARROQUIA Tres Ave Marías

### Decanato del Sagrado Corazón de Jesús
Compuesto por las PARROQUIAS:
- PARROQUIA Sagrado Corazón de Jesús
- PARROQUIA La Sagrada Familia
- PARROQUIA Catedral María Reina
- PARROQUIA Nuestra Señora del Rosario
- PARROQUIA Nuestra Señora del Carmen
- PARROQUIA Nuestra Señora del Perpetuo Socorro
- PARROQUIA Nuestra Señora de Guadalupe

### Decanato Inmaculado Corazón de María
Compuesto por las PARROQUIAS:
- PARROQUIA Inmaculado Corazón de María
- PARROQUIA San Luis Beltrán
- PARROQUIA Nuestra Señora de la Caridad del Cobre
- PARROQUIA Santa Bernardita

### Decanato Nuestra Señora de las Gracias de Torcoroma
Compuesto por las PARROQUIAS:
- PARROQUIA Nuestra Señora de las Gracias de Torcoroma
- PARROQUIA Inmaculada Concepción
- PARROQUIA Espíritu Santo
- PARROQUIA La Sagrada Eucaristía

### Decanato San Juan Bautista Precursor
Compuesto por las PARROQUIAS:
- PARROQUIA Nuestra Señora de la Merced
- PARROQUIA San Francisco de Asís
- PARROQUIA San Juan Bautista Precursor
- PARROQUIA San Juan María Vianney
- PARROQUIA San Felipe Apóstol

### Decanato Santa Teresita del Niño Jesús
Compuesto por las PARROQUIAS:
- PARROQUIA San Chárbel
- PARROQUIA San Francisco Javier
- PARROQUIA La Transfiguración del Señor
- PARROQUIA Santa Teresita del Niño Jesús
- PARROQUIA Santa Laura Montoya

## Unidades pastorales
Ver la Lista de templos de las unidades pastorales que conforman la Arquidócesis de Barranquilla.